# Doba ledová 2: Obleva
Doba ledová 2: Obleva (v originále Ice Age 2: The Meltdown) je americký animovaný film z roku 2006, pokračování úspěšného snímku Doba ledová.

## Postavy
- mamut Manny – dabing Ota Jirák, v angličtině Ray Romano
- lenochod Sid – dabing Jiří Lábus, v angličtině John Leguizamo
- smilodon Diego – dabing Zdeněk Mahdal, v angličtině Denis Leary
- mamutice Ellie – dabing Kateřina Brožová, v angličtině Queen Latifah
- vačičáci Crash a Eddie – dabing Jan Maxián a Martin Písařík, angličtině Josh Peck a Sean William Scott
- veverka Scrat – v angličtině Chris Wedge

## Obsah filmu
Manny, Sid a Diego, přátelé z prvního dílu, díky náhodě zjistí, že se blíží velká katastrofa v podobě roztátí ledovců a následné potopy. Všichni se spolu s ostatními obyvateli pradávného světa vydávají na cestu k veliké lodi, která je má ochránit, poté ale zjistí, že na loď může jen od každého druhu jedno pohlaví. Cestou zažívají podivuhodná dobrodružství a setkají se s rozvernými vačičáky Crashem a Eddiem a jejich přerostlou kamarádkou mamuticí Ellie, která ale ani na okamžik nepochybuje, že by nebyla taky vačice. To je velké a příjemné překvapení pro Mannyho, který si myslí, že je poslední mamut. Spolu tedy pokračují dál po cestě, která je pro rozmrzlé netvory čím dál tím nebezpečnější, a nakonec se jim podaří přesvědčit Ellie, že není vačice, a oba se do sebe s Mannym zamilují. Nakonec musí všichni prokázat svou odvahu, když je nakonec voda dostihne a Ellie s Crashem a Eddiem jdou jinudy než ostatní a Ellie je zavalená v jeskyni. Manny ji jde zachránit a Diego, který se hrozně bojí vody, musí překonat svůj strach, aby zachránil ostatní. Všichni se ale díky pevné vůli a přátelství zachrání.

## Přijetí
Film se stal velmi populárním – tržba převýšila osminásobek rozpočtu (v Americe zhruba dvojnásobek) a jen za první víkend film v USA vydělal 68 milionů dolarů, což je spolu se snímky Úžasňákovi a Hledá se Nemo nejvíc mezi animovanými filmy.

## Zajímavost
- Producent filmu a režisér předchozího filmu Chris Wedge v obou filmech "namluvil" postavu veverky Scrata.